# Barrage de Birecik
Le barrage de Birecik (en turc Birecik barajı) est un barrage turc sur l'Euphrate situé dans la province de Şanlıurfa et construit dans le cadre du vaste projet du Sud-est anatolien. Le lac du barrage est à la limite des provinces de Şanlıurfa et de Gaziantep
C'est sous le lac de retenue de ce barrage qu'ont été englouties les cités hellénistiques de Zeugma et d'Apamée sans que les fouilles soient achevées. Cela dit, la mission archéologique franco-turque, dirigée par Rifat Ergeç (Musée de Gaziantep) et Catherine Abadie-Reynal (Ministère français des Affaires étrangères) a conduit des fouilles sur la zone entre 1995 et 2000 et a permis de révéler la richesse des sites désormais complètement ou partiellement inondés. 

## Sources
- www.dsi.gov.tr/tricold/Birecik.htm Site de l'agence gouvernementale turque des travaux hydrauliques (en)